# Landkreis Friedberg (Hessen)
Der Landkreis Friedberg war bis 1972 ein Landkreis in Hessen. Er lag nördlich von Frankfurt am Main und umfasste den  Westteil der Wetterau. Der Sitz der Verwaltung war die Stadt Friedberg.

## Geographie
Der Landkreis grenzte Anfang 1972, im Norden beginnend im Uhrzeigersinn, an die Landkreise Gießen, Büdingen und Hanau, an die kreisfreie Stadt Frankfurt am Main sowie an den Obertaunuskreis und an die Landkreise Usingen und Wetzlar.

## Geschichte
Das Großherzogtum Hessen wurde bei der Gebietsreform von 1832 in Kreise eingeteilt. In der Provinz Oberhessen entstand dabei auch der Kreis Friedberg. Er umfasste die gleichzeitig aufgelösten Landratsbezirke Friedberg und Vilbel.
Nach der Revolution von 1848 im Großherzogtum Hessen wurden die Kreise und Provinzen aufgelöst und stattdessen Regierungsbezirke geschaffen. Der bisherige Kreis Friedberg wurde Teil des neu geschaffenen Regierungsbezirks Friedberg. Mit dem Sieg der Reaktion wurde diese Gebietsreform 1852 jedoch rückgängig gemacht und der Kreis Friedberg wieder errichtet, dabei der Kreis Vilbel aber als eigenständiger Kreis ausgegliedert. Der Kreis Friedberg bestand nun aus den Landgerichtsbezirken Butzbach und Friedberg sowie den Orten Weckesheim, Wohnbach und Wölfersheim aus dem Bezirk des Landgerichts Hungen und dem Dorf Staden aus dem Landgerichtsbezirk Büdingen.
1860 wurde Trais-Münzenberg vom Kreis Nidda in den Kreis Friedberg umgegliedert. Durch den Friedensvertrag vom 3. September 1866 kamen das bis dahin kurhessische Amt Dorheim mit den Orten Dorheim, Nauheim, Schwalheim und Rödgen sowie die nassauischen Gemeinden Dorn-Assenheim und Reichelsheim zum Kreis Friedberg.
Im Zuge der Gebietsreform von 1874 wurde der Kreis Vilbel aufgelöst und überwiegend in den Kreis Friedberg eingegliedert.
Nachdem 1901 die Gemeinde Fauerbach bei Friedberg in die Stadt Friedberg eingemeindet wurde, umfasste der Kreis 71 Gemeinden.
Im Rahmen der hessischen Gebietsreform wurden im Landkreis Friedberg zwischen 1968 und 1972 zahlreiche Gemeinden fusioniert. Auch die Außengrenzen des Landkreises wurden mehrfach geändert:
- Am 1. Januar 1970 schied Heldenbergen aus dem Landkreis aus und wurde nach Nidderau im Landkreis Hanau eingemeindet.
- Am 31. Dezember 1970 schied Büdesheim aus dem Landkreis aus und wurde nach Schöneck im Landkreis Hanau eingemeindet.
- Am 1. Juli 1971 wurde die Gemeinde Gronau aus dem Landkreis Hanau nach Bad Vilbel im Landkreis Friedberg eingemeindet.
- Am 31. Dezember 1971 schied Ober-Eschbach aus dem Landkreis aus und wurde nach Bad Homburg vor der Höhe im Obertaunuskreis eingemeindet. Am gleichen Tag wurden die Gemeinde Ober-Hörgern aus dem Landkreis Gießen nach Münzenberg sowie die Gemeinde Berstadt aus dem Landkreis Büdingen nach Wölfersheim im Landkreis Friedberg eingemeindet.
- Am 1. Februar 1972 wurden die Gemeinden Blofeld und Heuchelheim aus dem Landkreis Büdingen nach Reichelsheim im Landkreis Friedberg eingemeindet. Am gleichen Tag wurde die Gemeinde Leidhecken aus dem Landkreis Büdingen nach Florstadt im Landkreis Friedberg eingemeindet.

Insgesamt verringerte sich die Zahl der Gemeinden des Landkreises bis zum Juli 1972 auf 31. Am 1. August 1972 wurde der Landkreis Friedberg durch das Gesetz zur Neugliederung der Landkreise Büdingen und Friedberg vom 11. Juli 1972 aufgelöst:
- Der größte Teil des Landkreises bildete zusammen mit dem Landkreis Büdingen den neuen Wetteraukreis. Gleichzeitig wurden weitere Gemeinden zusammengeschlossen.
- Die Gemeinde Burgholzhausen vor der Höhe wurde in die Stadt Friedrichsdorf und die Gemeinde Ober-Erlenbach in die Stadt Bad Homburg vor der Höhe im neuen Hochtaunuskreis eingegliedert.
- Die Gemeinden Harheim, Nieder-Erlenbach und Nieder-Eschbach wurden in die kreisfreie Stadt Frankfurt am Main eingegliedert.

## Einwohnerentwicklung
| Jahr | Einwohner | Quelle |
| ---- | --------- | ------ |
| 1852 | 039.210   | [ 8 ]  |
| 1900 | 069.673   | [ 9 ]  |
| 1910 | 079.034   | [ 9 ]  |
| 1925 | 090.099   | [ 9 ]  |
| 1933 | 093.481   | [ 9 ]  |
| 1939 | 095.071   | [ 9 ]  |
| 1950 | 138.855   | [ 9 ]  |
| 1960 | 150.300   | [ 9 ]  |
| 1970 | 177.300   | [ 10 ] |
| 1971 | 181.000   | [ 11 ] |

## Politik

### Sitz der Kreisverwaltung

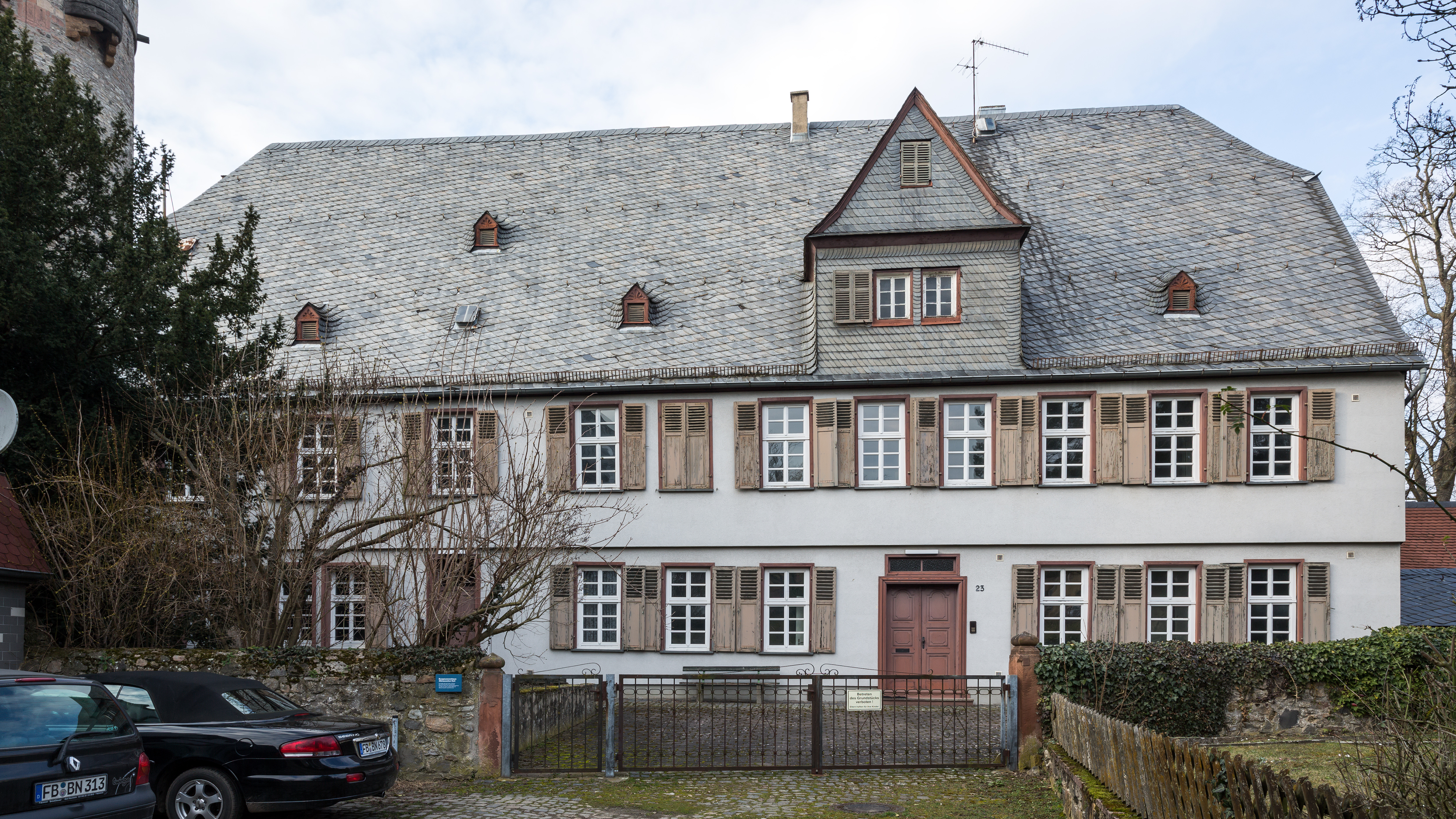
Gebäude In der Burg 23 (Bünauischer Hof), erster Sitz der Kreisverwaltung in der Friedberger Burg, aus Südost

Der Sitz des neu geschaffenen Kreises (wie früher auch des Landratsbezirkes) war 1832 bis Frühjahr 1888 in der Burg (Burgstraße 196, heute In der Burg 23). Von Frühjahr 1888 bis September 1920 war der Sitz der Kreisverwaltung das Haus Bismarckstraße 2, das später (bis zum Umzug in die Mainzer-Tor-Anlage 6) als Rathaus genutzt wurde. 1920 bis 1955 wurde das Großherzogliche Schloss in der Burg genutzt, bevor 1955 das neue Kreishaus bezogen wurde.

### Leitende Beamte
Kreisräte
- 1824–1830 Christoph Trapp
- 1832–1848 Friedrich Küchler

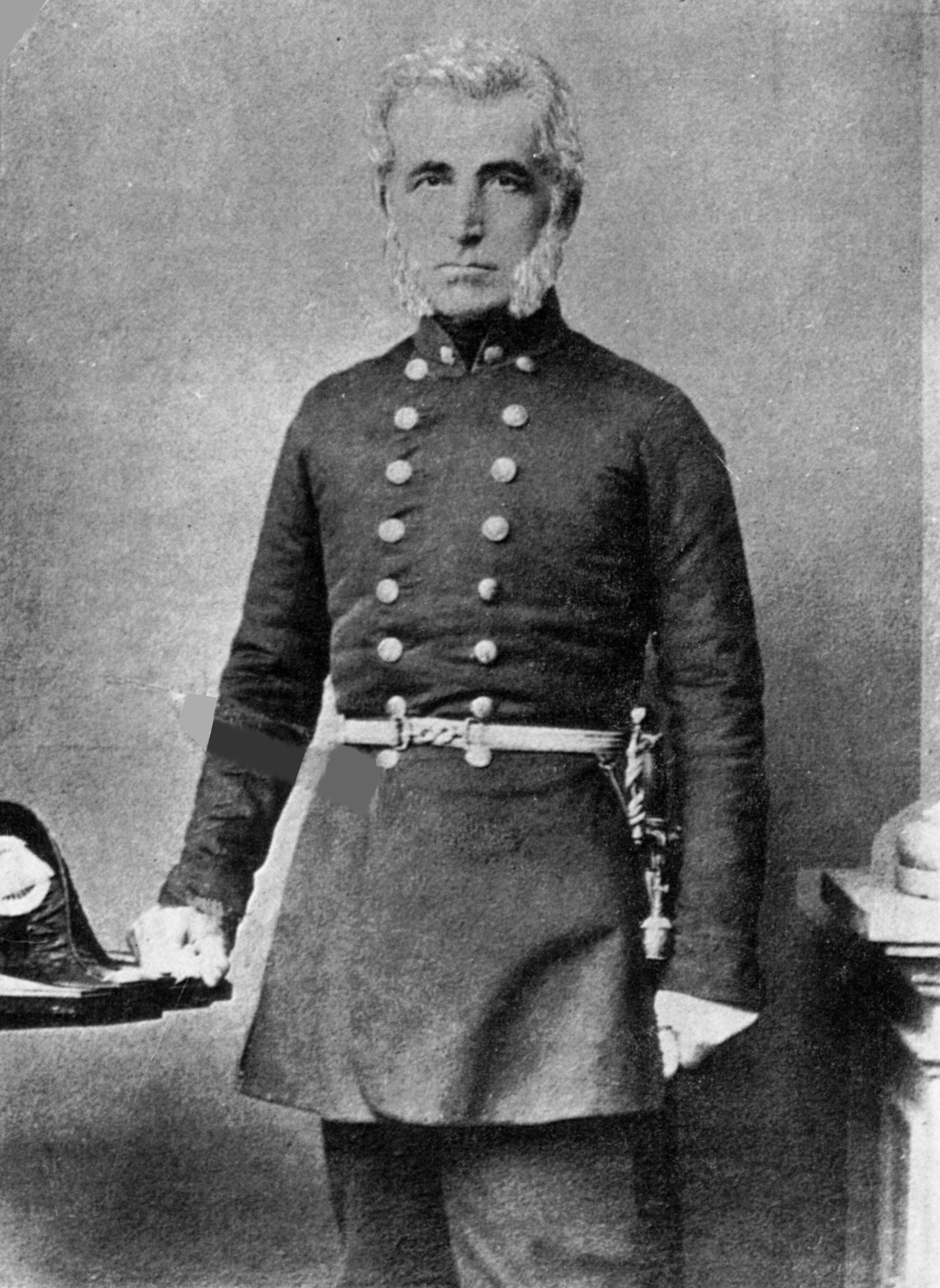
Friedrich Müller, Kreisrat 1852–1859

Von 1848 bis 1852 bestanden keine Kreise im Großherzogtum Hessen. Deren Aufgaben nahmen größere Regierungsbezirke wahr, für den Bereich des Kreises Friedberg der Regierungsbezirk Friedberg.
- 1852–1859 Friedrich Müller
- 1859–1876 Adolph Trapp
- 1877–1901 Julius Braden
- 1901–1910 Friedrich Wilhelm Fey
- 1910–1913 Karl Schliephake
- 1913–1917 (1921) Hermann Freiherr Schenck zu Schweinsberg

Kreisdirektoren
- (1913) 1917–1921 Hermann Freiherr Schenck zu Schweinsberg
- 1921–1924 Heinrich Leonhard Graef
- 1924–1928 Heinrich Gebhardt
- 1928–1933 Bernhard Rechthien
- 1934–1937 Otto Straub
- 1937–1938 (1940) Hermann Braun

Landräte
- (1937) 1939–1940 Hermann Braun
- 1940–1944 Otto Straub
- 1945–1949 Hermann Josef Bach[Anm. 1]
- Jens Krauss (1949–1952)
- Erich Milius (1952–1973)

### Wappen
Im Oktober 1953 erhielt der Landkreis das Recht zum Führen eines Wappens.

## Gemeinden
Die folgende Liste enthält alle Gemeinden, die dem Landkreis Friedberg angehörten, und die Daten aller Eingemeindungen.
| Gemeinde                    | eingemeindet nach            | Datum Eingemeindung               | heutiger Landkreis |
| --------------------------- | ---------------------------- | --------------------------------- | ------------------ |
| Assenheim (Stadt)           | Niddatal                     | 1. Dezember 1970                  | Wetteraukreis      |
| Bad Nauheim (Stadt)         |                              |                                   | Wetteraukreis      |
| Bad Vilbel (Stadt)          |                              |                                   | Wetteraukreis      |
| Bauernheim                  | Friedberg                    | 31. Dezember 1971                 | Wetteraukreis      |
| Beienheim                   | Reichelsheim                 | 1. Februar 1972                   | Wetteraukreis      |
| Bodenrod                    | Butzbach                     | 1. Februar 1972                   | Wetteraukreis      |
| Bönstadt                    | Niddatal                     | 1. Dezember 1970                  | Wetteraukreis      |
| Bruchenbrücken              | Friedberg                    | 31. Dezember 1971                 | Wetteraukreis      |
| Büdesheim                   | Schöneck                     | 31. Dezember 1970                 | Main-Kinzig-Kreis  |
| Burg-Gräfenrode             | Karben                       | 31. Dezember 1971                 | Wetteraukreis      |
| Burgholzhausen vor der Höhe | Friedrichsdorf               | 1. August 1972                    | Hochtaunuskreis    |
| Butzbach (Stadt)            |                              |                                   | Wetteraukreis      |
| Dorheim                     | Friedberg                    | 1. August 1972                    | Wetteraukreis      |
| Dorn-Assenheim              | Reichelsheim                 | 1. Februar 1972                   | Wetteraukreis      |
| Dortelweil                  | Bad Vilbel                   | 31. Dezember 1971                 | Wetteraukreis      |
| Fauerbach bei Friedberg     | Friedberg                    | 1. Oktober 1901                   | Wetteraukreis      |
| Fauerbach vor der Höhe      | Philippseck Butzbach         | 31. Dezember 1970 1. Februar 1972 | Wetteraukreis      |
| Florstadt 1                 |                              |                                   | Wetteraukreis      |
| Friedberg (Stadt)           |                              |                                   | Wetteraukreis      |
| Gambach                     | Münzenberg                   | 1. Oktober 1971                   | Wetteraukreis      |
| Griedel                     | Butzbach                     | 1. August 1972                    | Wetteraukreis      |
| Groß-Karben                 | Karben                       | 1. Juli 1970                      | Wetteraukreis      |
| Harheim                     | Frankfurt am Main            | 1. August 1972                    | Frankfurt am Main  |
| Hausen                      | Hausen-Oes Butzbach          | 1. Januar 1968 1. August 1972     | Wetteraukreis      |
| Hausen-Oes 2                | Butzbach                     | 1. August 1972                    | Wetteraukreis      |
| Heldenbergen                | Nidderau                     | 1. Januar 1970                    | Main-Kinzig-Kreis  |
| Hoch-Weisel                 | Butzbach                     | 31. Dezember 1970                 | Wetteraukreis      |
| Ilbenstadt                  | Niddatal                     | 1. Dezember 1970                  | Wetteraukreis      |
| Kaichen                     | Niddatal                     | 31. Dezember 1971                 | Wetteraukreis      |
| Karben (Stadt) 1            |                              |                                   | Wetteraukreis      |
| Kirch-Göns                  | Butzbach                     | 1. August 1972                    | Wetteraukreis      |
| Klein-Karben                | Karben                       | 1. Juli 1970                      | Wetteraukreis      |
| Kloppenheim                 | Karben                       | 1. Juli 1970                      | Wetteraukreis      |
| Langenhain                  | Ober-Mörlen                  | 1. Februar 1971                   | Wetteraukreis      |
| Maibach                     | Butzbach                     | 1. August 1972                    | Wetteraukreis      |
| Massenheim                  | Bad Vilbel                   | 1. Juni 1972                      | Wetteraukreis      |
| Melbach                     | Wölfersheim                  | 31. Dezember 1970                 | Wetteraukreis      |
| Münster                     | Philippseck Butzbach         | 31. Dezember 1970 1. Februar 1972 | Wetteraukreis      |
| Münzenberg (Stadt)          |                              |                                   | Wetteraukreis      |
| Niddatal (Stadt) 3          |                              |                                   | Wetteraukreis      |
| Nieder-Erlenbach            | Frankfurt am Main            | 1. August 1972                    | Frankfurt am Main  |
| Nieder-Eschbach             | Frankfurt am Main            | 1. August 1972                    | Frankfurt am Main  |
| Nieder-Florstadt            | Florstadt                    | 1. Juli 1970                      | Wetteraukreis      |
| Nieder-Mörlen               | Bad Nauheim                  | 1. August 1972                    | Wetteraukreis      |
| Nieder-Rosbach              | Rosbach Rosbach vor der Höhe | 1. Dezember 1970 1. August 1972   | Wetteraukreis      |
| Nieder-Weisel               | Butzbach                     | 31. Dezember 1970                 | Wetteraukreis      |
| Nieder-Wöllstadt            | Wöllstadt                    | 1. August 1972                    | Wetteraukreis      |
| Ober-Erlenbach              | Bad Homburg vor der Höhe     | 1. August 1972                    | Hochtaunuskreis    |
| Ober-Eschbach               | Bad Homburg vor der Höhe     | 31. Dezember 1971                 | Hochtaunuskreis    |
| Ober-Florstadt              | Florstadt                    | 1. Juli 1970                      | Wetteraukreis      |
| Ober-Mörlen                 |                              |                                   | Wetteraukreis      |
| Ober-Rosbach (Stadt)        | Rosbach Rosbach vor der Höhe | 1. Dezember 1970 1. August 1972   | Wetteraukreis      |
| Ober-Wöllstadt              | Wöllstadt                    | 1. August 1972                    | Wetteraukreis      |
| Ockstadt                    | Friedberg                    | 31. Dezember 1971                 | Wetteraukreis      |
| Oes                         | Hausen-Oes Butzbach          | 1. Januar 1968 1. August 1972     | Wetteraukreis      |
| Okarben                     | Karben                       | 1. Juli 1970                      | Wetteraukreis      |
| Oppershofen                 | Rockenberg                   | 31. Dezember 1971                 | Wetteraukreis      |
| Ossenheim                   | Friedberg                    | 31. Dezember 1971                 | Wetteraukreis      |
| Ostheim                     | Butzbach                     | 31. Dezember 1970                 | Wetteraukreis      |
| Petterweil                  | Karben                       | 1. August 1972                    | Wetteraukreis      |
| Philippseck 4               | Butzbach                     | 1. Februar 1972                   | Wetteraukreis      |
| Pohl-Göns                   | Butzbach                     | 31. Dezember 1970                 | Wetteraukreis      |
| Reichelsheim (Stadt)        |                              |                                   | Wetteraukreis      |
| Rendel                      | Karben                       | 1. Juli 1970                      | Wetteraukreis      |
| Rockenberg                  |                              |                                   | Wetteraukreis      |
| Rödgen                      | Wettertal Bad Nauheim        | 1. Februar 1971 31. Dezember 1971 | Wetteraukreis      |
| Rodheim vor der Höhe        | Rosbach vor der Höhe         | 1. August 1972                    | Wetteraukreis      |
| Rosbach (Stadt) 3           | Rosbach vor der Höhe         | 1. August 1972                    | Wetteraukreis      |
| Schwalheim                  | Bad Nauheim                  | 1. Februar 1972                   | Wetteraukreis      |
| Södel                       | Wölfersheim                  | 31. Dezember 1970                 | Wetteraukreis      |
| Staden                      | Florstadt                    | 31. Dezember 1971                 | Wetteraukreis      |
| Stammheim                   | Florstadt                    | 1. August 1972                    | Wetteraukreis      |
| Steinfurth                  | Bad Nauheim                  | 1. August 1972                    | Wetteraukreis      |
| Trais-Münzenberg            | Münzenberg                   | 31. Dezember 1971                 | Wetteraukreis      |
| Weckesheim                  | Reichelsheim                 | 1. August 1972                    | Wetteraukreis      |
| Wettertal 5                 | Bad Nauheim                  | 31. Dezember 1971                 | Wetteraukreis      |
| Wisselsheim                 | Wettertal Bad Nauheim        | 1. Februar 1971 31. Dezember 1971 | Wetteraukreis      |
| Wohnbach                    | Wölfersheim                  | 31. Dezember 1970                 | Wetteraukreis      |
| Wölfersheim                 |                              |                                   | Wetteraukreis      |

## Kfz-Kennzeichen
Am 1. Juli 1956 wurde dem Landkreis bei der Einführung der bis heute gültigen Kfz-Kennzeichen das Unterscheidungszeichen FB zugewiesen. Es wird im Wetteraukreis durchgängig bis heute ausgegeben.